# مركز تم
مركز تم، هو مركز الخدمات الحكومية المتكاملة، وإحدى مبادرات إستراتيجية التطوير التي انطلقت تحت رعاية واشراف سمو الشيخ محمد بن زايد ال نهيان ولي عهد أبو ظبي نائب القائد الأعلى للقوات المسلحة، وقد تم تصميم مراكز الخدمات الحكومية المتكاملة تم لتوفير الخدمات الحكومية، والخاصة، وتأمين إمكانية إنهاء المعاملات، من خلال موقع واحد.
حرصت بلدية المنطقة الغربية منذ نشأت، على أن يقدم «مركز الخدمات الحكومية المتكاملة» «تم» الخدمات بأسرع وقت، وبأقل جهد ممكن لسكان المنطقة الغربية، كما حرصت على جلب المزيد من الخدمات إليه، حتى أصبح يضم ما يزيد عن 27 خدمة مختلفة حكومية وخاصة، أنجزت ما يزيد عن 220.000 معاملة عام2008.

التصميم الحديث لمركز الخدمات الحكومية المتكاملة تم الدائمة، جعل المنطقة الغربية نموذج التطور الاجتماعي بوضع أسس التميز بتقديم خدمات القطاعين العام والخاص.

## إستراتيجية العمل
تهدف إسترتيجيه بلدية المنطقة الغربية إلى تحسين الخدمات المقدمة للعملاء والمجتمع، ولتحقيق ذلك ستقوم بلدية المنطقة الغربية بافتتاح مراكز في جميع مدن المنطقة الغربية لضمان تقديم الخدمات للمجتمع المحلي، وخصوصا بعد النجاح الذي حققته المراكز في كل من مدينة زايد، دلما، السلع، وغياثي، حيث توفر هذه المراكز باقة متنوعة من الخدمات الحكومية والخاصة والتي من شأنها تسهيل وتيسير وإنهاء أعباء ومشاق السفر والتنقل على أهالي مدن المنطقة الغربية.

## الخدمات المقدمة
- تجميع كافة الجهات الحكومية والخاصة في كل مكان واحد مما يسهل على المراجعين في مدن المنطقة الغربية إنهاء معاملاتهم والتي كانت تحتاج لأكثر من يوم لإتمامها.
- التنسيق بين الجهات والمؤسسات المختلفة وإضفاء روح العمل الواحد بين المراجعين وموظفي المركز.
- توفير قاعدة بيانات ومعلومات للمراجعين وأهالي المنطقة والمؤسسات الخدمية والتعليمية.
- اعتماد أسلوب توفير وجذب كافة الخدمات والمؤسسات الخدمية عن طريق استطلاع أراء المراجعين وأهالي المنطقة الغربية.
- زيادة وعي المنطقة والأهالي والذي عكسته الأحصاءات الأخيرة لأعداد المراجعين والمعاملات المنجزة حيث زادت عن 220.000 معاملة في 2008.

## الجهات الحكومية
- إدارة الدفاع المدني.
- إمبوست.
- هيئة الإمارات للهوية.
- جريدة الفجر.
- وزارة العمل والعمال.
- بريد الإمارات.
- بلدية المنطقة الغربية.
- صندوق الزواج.
- إدارة الجنسية والإقامة.
- تأمين السيارت.
- إدارة المرور والترخيص.
- مؤسسة الاتصالات.
- وزاره الشؤون الاجتماعية.
- بنك أبو ظبي الوطني.
- دائرة التنمية الاقتصادية.
- شركة طيران أبو ظبي.
- هيئة جهاز أبو ظبي للرقابة.
- شركه أبو ظبي للتوزيع.
- الهيئة الوطنية للمواصلات.
- شركة الضمان الصحي.
- دائرة القضاء (كاتب العدل).
- مكتب جلب الأيدي العاملة.
- مؤسسة زايد العليا لرعاية شؤون القصر.
- غرفة تجارة وصناعة أبو ظبي.
- الهيئة العامة للمعاشات والتأمينات الاجتماعية.
- مكتب خدمات وسياحه وسفارات.

## تصميم المبنى
استند تصميم مباني مراكز الخدمات الحكومية المتكاملة (تم) في المدن المنطقة الغربية على مراعاة اتخاذ التصميم الواحد لجميع المراكز ليكون«علامة مميزة» يعرف بها المركز.
التصميم الحديث لمركز الخدمات الحكومية المتكاملة تم الدائمة
الاستفادة من وجود ومشاركة الدوائر في مكان واحد.
الاستفادة من المؤسسات والشركات الخاصة كدعم للمركز.
مراعاة قواعد الراحة والسلامة.
مراعاة التغيرات المستجدة وزيارة الخدمات المقدمة.

## وصلات خارجية
- الموقع الرسمي لبلدية المنطقة الغربية
- الموقع الرسمي لمجلس تنمية المنطقة الغربية نسخة محفوظة 12 مايو 2019 على موقع واي باك مشين.